# Abu Ubáidah ibn al-Yarrah

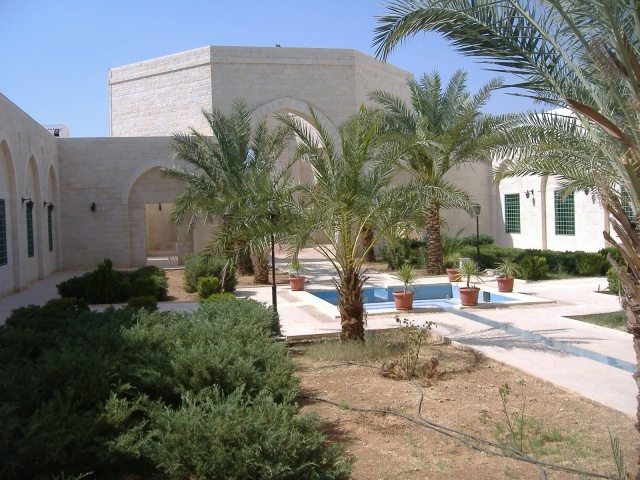
Santuario de Abu Ubáidah en el valle del Jordán en Jordania

Abu ‘Ubaydah ‘Amir ibn ‘Abdil-lah ibn al-Yarrah (en árabe أبو عبيدة عامر بن عبدالله بن الجراح), más conocido como Abu Ubáidah ibn al-Yarrah o al-Jarrah, fue uno de los compañeros del profeta islámico Mahoma. Se le conoce principalmente por ser uno de los "diez a los que se les prometió el paraíso." Fue designado como comandante de una gran parte del ejército Rashidun durante la época del califa Rashid Úmar y se encontraba en la lista de sucesores designados por Úmar para el Califato.
Abu Ubáidah nació en el año 583 EC en la casa de 'Abdullah ibn al-Yarrah, un mercader de profesión. Abu Ubáidah era parte del clan coraichita de los Banu ul-Hárith ibn Fihr. Antes de convertirse al islam, era considerado como uno de los nobles entre los coraichitas y era célebre entre los coraichitas de La Meca por su valentía y modestia.
Para el año 611, Mahoma empezó a predicarle a las gentes de La Meca sobre la unidad de Dios. Comenzó a hacerlo invitando en privado a sus compañeros más cercanos y a sus familiares al camino del Islam. Se convirtió al islam un día después de Abu Bakr en el año 611 a la edad de 28 años.
Abu Ubáidah vivió de principio a fin las difíciles experiencias por las que tuvieron que pasar los primeros musulmanes en La Meca. Con otros de los primeros musulmanes, tuvo que soportar los insultos y opresiones de los coraichitas. Esta violencia contra los musulmanes se mostró exitosa cuando lograron empujarles a la primera migración a Abisinia (Etiopía).
En el 623 d. C., cuando Mahoma emigró de La Meca a Medina, Abu Ubáidah también emigró con él. Cuando Mahoma llegó a Medina, emparejó a cada uno de los inmigrantes (Muhayir) con uno de los residentes de Medina (Ansari), y en el caso de Abu Ubáidah fue emparejado con Muhámmad ibn Maslámah, lo que los convirtió en hermanos en la fe.

## Batalla de Badr
En el año 624, Abu Ubáidah participó en la primera gran batalla entre musulmanes y los coraichitas de La Meca, en la Batalla de Badr. Abu Ubáidah tuvo que enfrentar a su propio padre, Abdullah ibn al-Yarrah, en esta batalla, quien luchaba junto al ejército coraichita. Abu Ubáidah lo atacó y le dio muerte.
El siguiente verso del Corán fue escrito sobre esta demostración de carácter por parte de Abu 'Ubáidah:
No encontrarás pueblo alguno que crea en Al-lah y en el Último Día y ame a quienes se oponen a Al-lah y a Su Mensajero, aun cuando sean sus padres, sus hijos, sus hermanos o sus familiares. Son aquellos en cuyos corazones Al-lah ha grabado la fe verdadera y a quienes Él ha fortalecido con una Palabra Suya. Él los hará entrar en Jardines por los que corren ríos. En ellos habitarán. Al-lah se congratula con ellos y ellos se congratulan con Él. Son del partido de Al-lah. ¡Oíd vosotros, humanos! El partido de Al-lah es el que tendrá éxito.

Corán, azora 58, Al-Mujadila, ayah 22

## Batalla de Uhud
En el año 625, Abu Ubáidah participó en la batalla de Uhud. En la segunda fase de la batalla, cuando la caballería de Jálid ibn al-Walid atacó a los musulmanes por la retaguardia, cambiando en derrota una victoria islámica, el grueso de los soldados musulmanes escaparon del campo de batalla y unos pocos permanecieron firmes. Abu Ubáidah estaba entre ellos y protegió a Mahoma de los ataques de los soldados coraichitas. Ese día, Abu Ubáidah perdió dos de sus dientes delanteros mientras intentaba de extraer dos eslabones de la armadura de Mahoma que se le habían incrustado en las mejillas.

## Conflicto con las tribus judías
Posteriormente, en el año 627 participó en la Batalla de la Trinchera así como en la Invasión a los Banu Qurayza. También se le nombró comandante de una pequeña expedición que partió a atacar y destruir a las tribus de Tha'libah y Anmar, que estaban saqueando las aldeas cercanas.
En el año 628 participó en el Tratado de Hudaybiyyah y se convirtió en uno de los testigos del pacto. Ese mismo año, hizo parte de la campaña musulmana contra Jáibar. 

## Campañas durante el final de la era de Mahoma
En el año 630, cuando el ejército musulmán conquistó La Meca, Abu Ubáidah era comandante de una de las cuatro divisiones que entraron a la ciudad desde cuatro rutas diferentes. Ese año, también participó en la Batalla de Hunáyn y en el Sitio de Ta'if. Hizo parte asimismo de la campaña de Tabuk bajo el mando del propio Mahoma. A su regreso de la Batalla de Tabuk, una delegación cristiana proveniente de Najrán llegó a Medina y mostró interés en el islam, y le pidieron a Mahoma que les enviara una persona para que les guiara en asuntos de religión y en otros asuntos tribales de acuerdo con las leyes islámicas. Mahoma designó a Abu Ubáidah para ir con ellos. Mahoma también le envió como recaudador de impuestos ('aamil') a Bahréin. Estaba presente en La Meca cuando Mahoma murió en 632.
En el año 629, Mahoma envió a 'Amr ibn al-'As a Daat al-Salaasil, desde donde pidió refuerzos. Este evento es conocido como la Expedición de Abu Ubáidah ibn al Yarrah. Mahoma envió a Abu Ubáidah al frente de un ejército en el que iban también Abu Bakr y Úmar. Atacaron y derrotaron al enemigo. Ese mismo año, se envió otra expedición bajo su comando a localizar las rutas de las caravanas coraichitas.

## Durante la era de Abu Bakr
Cuando Mahoma murió en el 632, el asunto de su sucesión tuvo lugar en la Saqifah (patio) de los Banu Sa'ida. Abu Ubáidah estaba allí presente junto con Abu Bakr y Úmar. Úmar le dijo a Abu Ubáidah que alzara su mano para pedir el califato, pero él se negó y le dijo a Abu Bakr que alzara su mano para que pudiera prometerle su alianza como el primer califa Rashidun. Después de las guerras Ridda, cuando Abu Bakr envió a Jálid ibn al-Walid a Irak a conquistarlo, envió cuatro ejércitos musulmanes al Levante, nombrando a Abu Ubáidah como comandante de uno de ellos. Se escogió que su objetivo sería Émesa y se le ordenó moverse a través de la región de Tabuk tras el ejército de Sharjeel ibn Hassana.
Poco después los musulmanes tuvieron noticias de una reunión de 90 000 soldados bizantinos (ejército romano del Este) en Achnadáyn, a unos 24 km al suroeste de Jerusalén. Todas las divisiones del ejército musulmán, unos 32 000 soldados en total, se unieron a Jálid en Achnadáyn el 24 de julio de 634. Bajo el mando de Jálid ibn al-Walid, los musulmanes derrotaron al ejército bizantino el 30 de julio de 634 en la batalla de Achnadáyn. Después de una semana, Abu Ubáidah y Jálid, se trasladaron a Damasco. De camino a Damasco, derrotaron a otro ejército bizantino en la batalla de Yakusa a mediados de agosto de 634. Caloiis y Azrail, el gobernador de Damasco, encabezaron otro ejército para detener a las tropas de Jálid, pero también fueron derrotados en la batalla de Marach al-Safar el 19 de agosto de 634.
Al día siguiente, los musulmanes llegaron a Damasco y sitiaron la ciudad, sitio que continuó durante 30 días. Tras derrotar a los refuerzos bizantinos enviados por el emperador Heraclio en la batalla de Sanita al-Uqab, a unos 32 km de Damasco, las fuerzas de Jálid atacaron la ciudad  y la invadieron. Abu Ubáidah fue designado por Jálid ibn al-Walid para sitiar Bab al-Yabiya (la Puerta Yabiya). Con las divisiones de Jálid cercando la ciudad desde el noreste, Tomás, el yerno del emperador Heraclio, entregó la ciudad a Ubáidah el 19 de septiembre de 634.

## Durante la era de Úmar
El 22 de agosto de 634, el califa Abu Bakr murió y Úmar se convirtió en el segundo califa Rashid. Úmar decidió relevar a Jálid ibn al-Walid del mando del ejército islámico y nombró a Abu Ubáidah como su nuevo comandante. Lo hizo con el objetivo de borrar la impresión de que las victorias se debían solo a Jálid. Además, Jálid era generoso en exceso y abiertamente, y según algunos, despilfarraba su dinero con frecuencia en regalos a sus soldados como recompensa por su valentía en las batallas. Después del nombramiento de Abu Ubáidah, Jálid afirmó: "Oh gente, el custodio de la umma ha sido nombrado sobre ustedes". Este comentario se hizo a la luz del dicho del Profeta: "Hay un custodio para cada umma y Abu Ubáidah es el custodio de esta umma".
Debido a los diferentes estilos de liderazgo, ocurrió una desaceleración en el ritmo de las operaciones, puesto que Abu Ubaida se movía de manera lenta y constante, en contraste con Jálid, de quien se decía que corría "como un tornado de batalla en batalla," haciendo uso de la sorpresa, la audacia y la fuerza bruta para ganar sus batallas. La conquista de Siria continuó bajo el nuevo comandante. Abu Ubaida solía confiar en gran medida en los consejos de Jálid, a quien mantuvo a su lado tanto como le fue posible.

### Conquista del Levante central

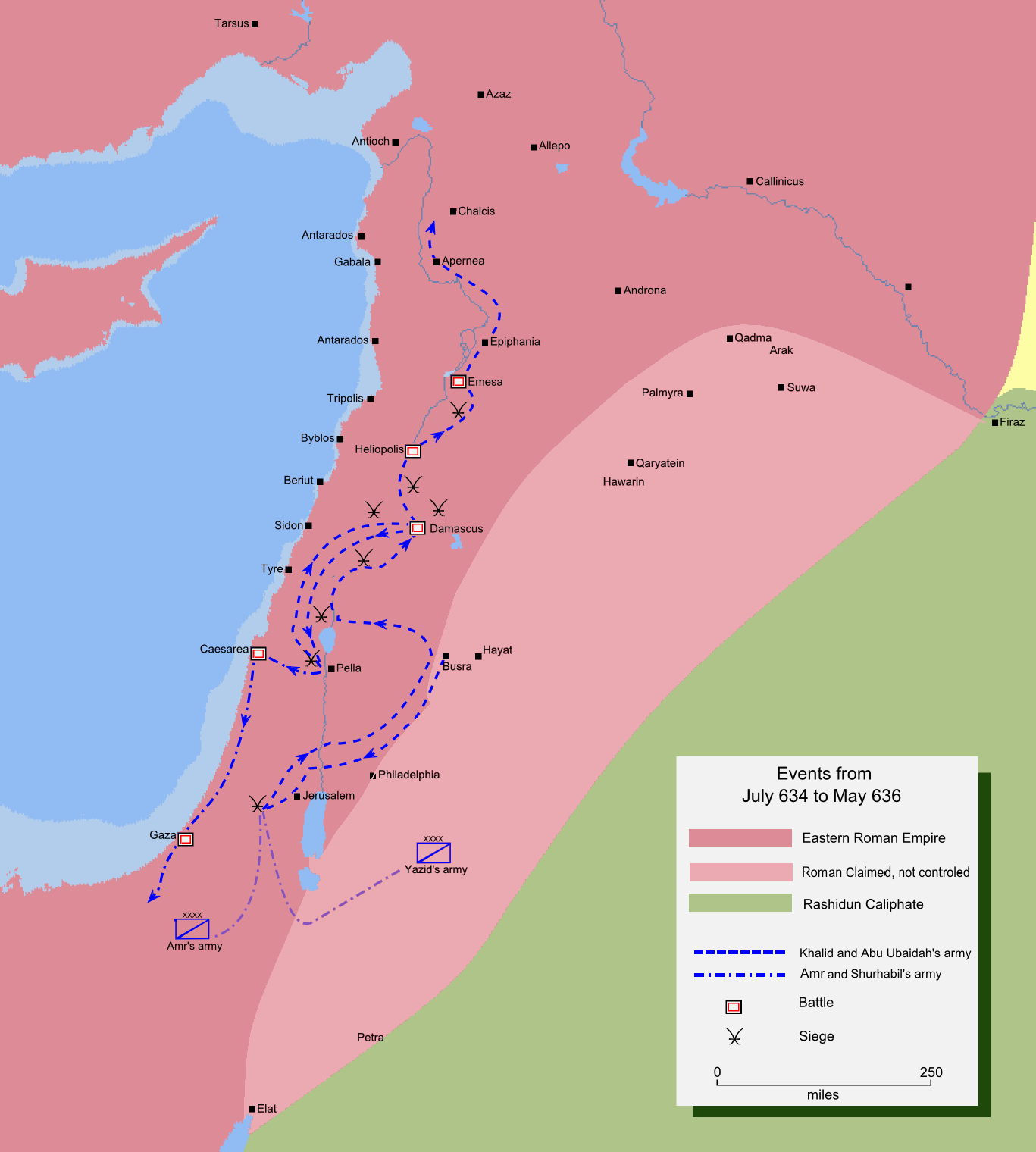
Mapa que detalla la ruta de la invasión de Jálid ibn al-Walid en Siria central.

Poco después del nombramiento de Abu Ubáidah como comandante en jefe, envió un pequeño destacamento a la feria anual que se celebraba en Abu ul-Quds, en la actual Abla, cerca de Zahlé al oriente de Beirut. Una guarnición bizantina y árabe cristiana custodiaba la feria, y su tamaño fue mal calculado por los informantes musulmanes, así que el pequeño destacamento musulmán se encontró rápidamente rodeado. Antes de que hubiera sido completamente destruido, Abu Ubáidah, habiendo recibido nueva información de inteligencia, envió a Jálid en rescate del ejército musulmán. Jálid los alcanzó y los derrotó en la batalla de Abu ul-Quds, el 15 de octubre de 634, y regresó con toneladas de botín saqueado de la feria y con cientos de prisioneros bizantinos.
Con el centro de Siria en sus manos, los musulmanes habían logrado dar un golpe decisivo a los bizantinos. Las comunicaciones entre el norte de Siria y Palestina quedaban entonces cortadas. Abu Ubáidah decidió marchar a Fahl (Pella, en la actual Jordania), que se encuentra a unos 150 m por debajo del nivel del mar, y donde hacía presencia una fuerte guarnición bizantina y supervivientes de la batalla de Achnadáyn. La región era crucial porque desde allí el ejército bizantino podía atacar hacia el oriente y así cortar la línea de comunicaciones con Arabia. Además, con esta gran guarnición en la retaguardia, Palestina no podía ser invadida.
De esta manera, el ejército musulmán se trasladó a Fahl. El ejército bizantino fue finalmente derrotado en la batalla de Fahl, el 23 de enero de 635 d. C.

### Batallas por Émesa y la segunda batalla de Damasco
Después de la batalla, que habría de resultar ser una clave para Palestina y Jordania, los ejércitos musulmanes se partieron. Las tropas al mando de Sharjeel y Amr se trasladaron al sur a capturar Palestina. Entretanto, Abu Ubáidah y Jálid con unas tropas relativamente más numerosas se trasladaron al norte a través del Líbano a conquistar Líbano y el norte de Siria.
Mientras los musulmanes estaban ocupados en Fahl, Heraclio, sintiendo la oportunidad, envió prontamente un ejército al mando del general Teodoro Trizirius a recuperar Damasco, donde habían dejado una pequeña guarnición musulmana. Poco después de que Heraclio enviara este nuevo ejército, los musulmanes habían concluido sus propósitos en Fahl y se dirigían a Émesa. El ejército bizantino se encontró con los musulmanes a mitad de camino hacia Émesa, en Marach al-Rom. Durante la noche, Teodras envió a la mitad de su ejército hacia Damasco a lanzar un ataque sorpresa contra la guarnición musulmana.
Un espía de Jálid le informó sobre el movimiento, y habiendo recibido Jálid permiso de Abu Ubáidah galopó hacia Damasco con su guardia móvil. Mientras que Abu Ubáidah se enfrentaba y derrotaba al ejército bizantino en la batalla de Marach al-Rom, Jálid se trasladó a Damasco con su caballería, atacando y derrotando a Teodras en la segunda batalla de Damasco.
Una semana después, el propio Abu Ubaida se trasladó hacia Baalbek (Heliópolis), donde se encontraba el gran Templo de Júpiter. Baalbek se rindió a los musulmanes con poca resistencia y acordaron pagar tributo. Abu Ubáidah envió entonces a Jálid directamente hacia Émesa.
Émesa y Calcis pidieron la paz durante todo un año. Abu Ubáidah, aceptó la oferta y en lugar de invadir los distritos de Émesa y Calcis, consolidó su dominio en la tierra conquistada y capturó Hama, Maarrat al-Nu'man. El objeto de los tratados de paz, sin embargo, bajo instrucciones de Heraclio, era el de atraer a los musulmanes y así ganar tiempo para preparar las defensas del norte de Siria (actual Líbano, Siria y sur de Turquía). Habiendo reunido ejércitos considerables en Antioquía, Heraclio los envió a reforzar áreas estratégicamente importantes del norte de Siria, como Émesa y Calcis. Con la llegada del ejército bizantino a la ciudad, se violó el tratado de paz, y por tanto Abu Ubáidah y Jálid marcharon hacia Émesa, y un ejército bizantino que había detenido a la vanguardia de Jálid fue derrotado. Los musulmanes sitiaron Émesa, que finalmente fue conquistada en marzo de 636 después de seis meses de sitio.

### Batalla de Yarmuk

Movimientos de tropas musulmanas y bizantinas antes de la batalla de Yarmuk.

Tras capturar Émesa, los musulmanes se trasladaron al norte a capturar el norte entero de Siria. Jálid, actuando como un guardia de avanzada, llevó a su guardia móvil a asolar el norte de Siria. En Shaizer, Jálid interceptó un convoy que llevaba provisiones para Chalcis. Los prisioneros fueron interrogados y le informaron acerca del ambicioso plan que tenía el emperador Heraclio para recuperar Siria. Le dijeron que un ejército, posiblemente de unos 200 000 hombres, se levantaría prontamente para recapturar su territorio. Jálid se detuvo allí. Tras sus experiencias previas, Heraclio había estado evitando las batallas campales contra los musulmanes. Planeaba enviar refuerzos masivos a todas las ciudades importantes y aislar a las tropas musulmanas unas de otras, y de esta manera rodear y destruir por separado a los ejércitos musulmanes. En junio de 636 cinco enormes ejércitos partieron para restaurar Siria. 
Jálid, intuyendo el plan de Heraclio, temía que los ejércitos musulmanes quedaran aislados y destruidos. En un consejo de guerra sugirió que Abu Ubáidah reuniera a todos los ejércitos musulmanes en un solo lugar para librar una batalla decisiva contra los bizantinos. Siguiendo la sugerencia de Jálid, Abu Ubáidah ordenó a todos los ejércitos musulmanes en Siria que evacuaran las tierras conquistadas y se concentraran en Yabiya. Esta maniobra le dio un golpe certero al plan de Heraclio, que no deseaba que sus tropas se enfrentaran en una batalla abierta con los musulmanes, donde la caballería ligera podía usarse de manera eficaz. Desde Yabiya, por sugerencia de Jálid, Abu Ubáidah ordenó que el ejército musulmán se retirara a la llanura del río Yarmuk, donde la caballería podía utilizarse. Mientras los ejércitos musulmanes se reunían en Yarmuk, Jálid interceptó y derrotó a la vanguardia bizantina. Esto lo hizo con el objeto de asegurar la retirada segura de los musulmanes de las tierras conquistadas.
Los ejércitos musulmanes llegaron al lugar en julio de 636. Una o dos semanas más tarde, a mediados de julio, arribó el ejército bizantino. El comandante en jefe bizantino, Vahan, envió tropas árabes cristianas del rey gasánida Yabalah ibn al-Aijam, para tantear la fuerza de los musulmanes. La guardia móvil de Jálid derrotó y puso a huir a los árabes cristianos; ésta fue la última acción previa al comienzo de la batalla. Negociaciones continuaron entre los dos ejércitos durante el mes siguiente, y Jálid fue a reunirse personalmente con Vahan en el campamento bizantino. Mientras tanto, los musulmanes recibieron refuerzos enviados por el califa Úmar.
Finalmente, el 15 de agosto, se libró la Batalla de Yarmuk, que duró 6 días y terminó con una devastadora derrota de los bizantinos. Esta batalla es considerada como una de las más decisivas de la historia: Fue la derrota histórica que selló el destino del imperio bizantino, y la magnitud de la derrota fue tal que los bizantinos nunca lograron recuperarse de ella. Dejó al Imperio Bizantino entero vulnerable ante los musulmanes. Constituyó la batalla más grande jamás librada en suelo sirio hasta ese momento y es considerada un prodigio táctico de Abu Ubáidah.

### Captura de Jerusalén
Con el ejército bizantino destruido y derrotado, los musulmanes recuperaron rápidamente el territorio que habían conquistado antes de la batalla de Yarmuk. Abu Ubáidah sostuvo una reunión con su alto mando, entre ellos Jálid, para decidir sobre las conquistas futuras. Decidieron conquistar Jerusalén. El Sitio de Jerusalén duró cuatro meses, tras lo cual la ciudad acordó rendirse, pero solo ante el califa Úmar en persona. 'Amr ibn al-'As sugirió que Jálid fuera enviado como califa, debido a su gran parecido físico con Úmar. Sin embargo, Jálid fue reconocido y, eventualmente, Úmar se trasladó hasta allí y Jerusalén se rindió en abril de 637. 
Después de Jerusalén, los ejércitos musulmanes se separaron una vez más. Abu Ubaida envió a los comandantes 'Amr ibn al-'As, Yazid ibn Abi Sufyán y Shurahbil ibn Hassana de regreso a sus áreas a reconquistarlas. La mayoría de las áreas se sometieron sin luchar. El ejército de Yazid marchó a Damasco y capturó Beirut. Los ejércitos de Amr y Shurahbil siguieron a conquistar el resto de Palestina, mientras que Abu Ubáidah y Jálid, a la cabeza de un ejército de 17 000 soldados, se trasladaron al norte para terminar de conquistar el norte entero de Siria. Jálid junto con su caballería fue enviado a Hazir y Abu Ubáidah se trasladó a Calcis.

### Conquista del norte de Siria

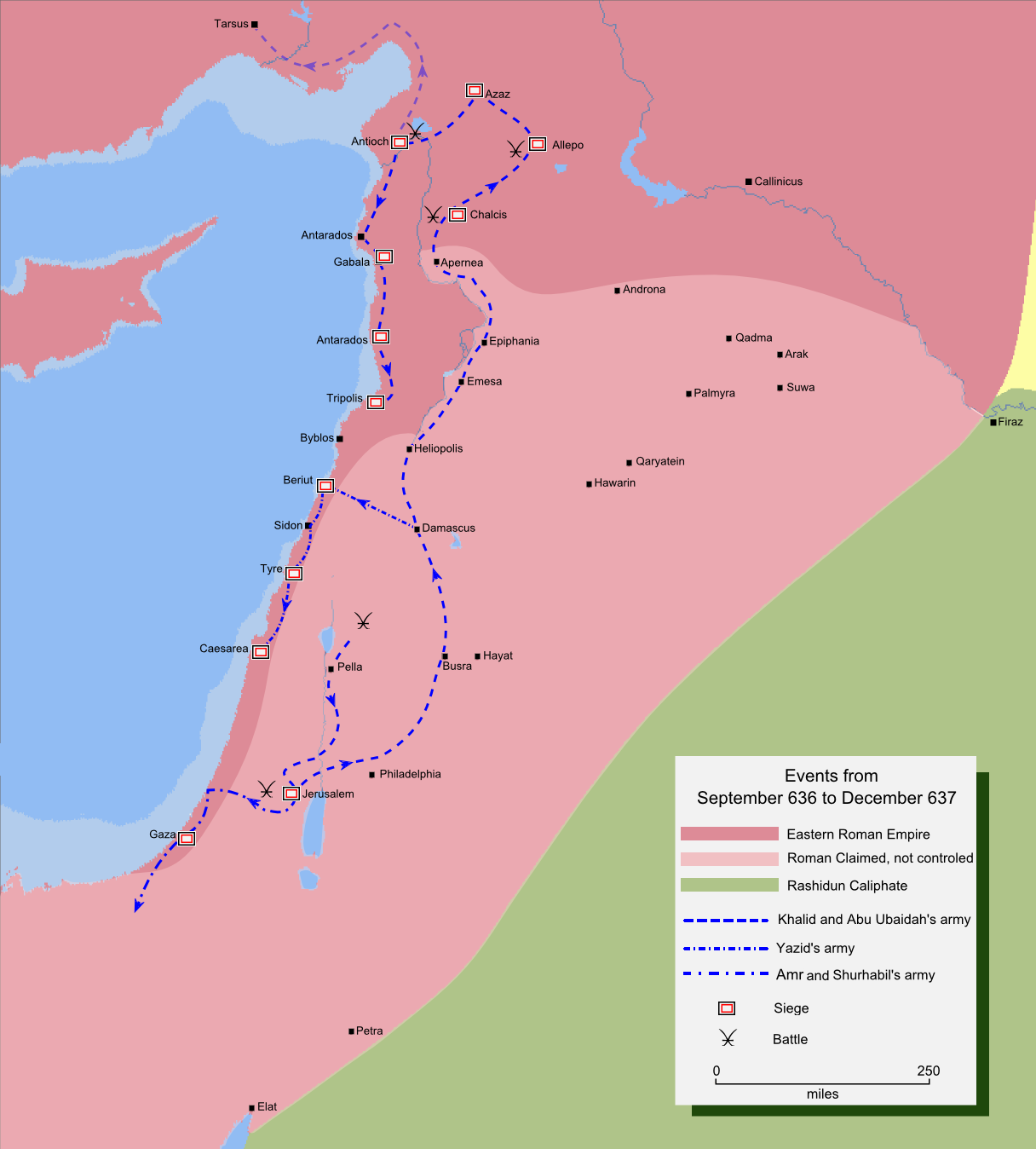
Mapa que detalla la ruta de la invasión de Jálid ibn al-Walid al norte de Siria.

Con Émesa ya en sus manos, Abu Ubáidah y Jálid se movieron hacia Calcis, que era estratégicamente el fuerte bizantino de mayor importancia: Por medio de Calcis, los bizantinos protegían Anatolia, la patria de Heraclio de Armenia y allí, la capital de la zona asiática, Antioquía. Abu Ubáidah envió a Jálid, con su caballería de élite, la guardia móvil, hacia Calcis. El fuerte estaba custodiado por las tropas griegas bajo el mando del comandante Menas, quien gozaba de un gran prestigio, superado solo por el emperador mismo. Menas, desviándose de las tácticas convencionales bizantinas, decidió enfrentar Jálid y destruir los elementos principales del ejército musulmán antes de que el ejército principal se les pudiera unir en Hazir, 5 km al oriente de Calcis. Esta batalla se conoce como la Batalla de Hazir, que obligó incluso a Úmar a elogiar el genio militar de Jálid. Se reporta que Úmar dijo:
Jálid es realmente el comandante, que tenga Alá misericordia sobre Abu Bakr. Era un mejor juez de los hombres de lo que yo he sido. Abu Ubáidah pronto se unió a Jálid en el fuerte virtualmente inexpugnable de Calcis, que se rindió en junio de 637. Con esta victoria estratégica, el territorio al norte de Calcis quedó abierto a los musulmanes. Jálid y Abu Ubáidah continuaron su marcha hacia el norte y sitiaron Alepo, que fue capturada tras una fiera resistencia de desesperadas tropas bizantinas en octubre de 637. El siguiente objetivo fue la espléndida ciudad de Antioquía, capital de la zona asiática del Imperio Bizantino.
Antes de emprender la marcha hacia Antioquía, Jálid y Abu Ubáidah decidieron aislar a la ciudad de Anatolia. En consecuencia, enviaron destacamentos al norte para eliminar cualquier fuerza bizantina posible y capturaron una ciudad de guarnición, Azaz, a 50 km de Alepo. Desde allí, los musulmanes atacaron Antioquía por el costado oriental. Una desesperada batalla se libró entre el ejército musulmán y el de los defensores de Antioquía, que lucharon para salvar al imperio de la aniquilación, conocida popularmente como la Batalla del Puente de Hierro. El ejército bizantino estaba compuesto de supervivientes de la batalla de Yarmuk y otras campañas sirias. Tras ser derrotados, los bizantinos se retiraron a Antioquía y los musulmanes sitiaron la ciudad. Con pocas esperanzas de recibir ayuda del emperador Heraclio, Antioquía se rindió el 30 de octubre de 637, con la condición de que se le otorgara un paso seguro a Constantinopla a todas las tropas bizantinas.
Abu Ubáidah envió a Jálid al norte, mientras él mismo marchaba hacia el sur y capturaba Lazkia, Yabla, Tartús y las áreas costeras al occidente de las montañas Antilíbano. Jálid se trasladó al norte y asoló el territorio hasta el río Kızıl (Kızılırmak) en Anatolia. El emperador Heraclio ya había salido de Antioquía hacia Édesa antes de la llegada de los musulmanes. Organizó las defensas necesarias en Al-Jazira y Armenia y partió hacia su capital, Constantinopla. De camino a Constantinopla logró escapar por poco cuando Jálid, tras la captura de Marash, se dirigía al sur hacia Munbich. Heraclio se apresuró a tomar el sendero montañoso y, al pasar por las Puertas Cilicias, se reporta que dijo:
Adiós, un largo adiós Siria, mi hermosa provincia. Sois de un infiel (enemigo) ahora. La paz sea contigo, oh Siria. Qué tierra hermosa serás para las manos enemigas. Con la devastadora derrota de Yarmuk, el imperio de Heraclio era extremadamente vulnerable a una invasión musulmana. Con escasos recursos militares restantes, no estaba ya en condiciones de intentar un regreso militar a Siria. Para ganar tiempo para los preparativos de la defensa del resto de su imperio, Heraclio necesitaba que los musulmanes ocuparan Siria. Buscó ayuda de los árabes cristianos de Al-Yazira, quienes reunieron un gran ejército y marcharon contra Émesa, donde estaba el cuartel general de Abu Ubáidah. Abu Ubáidah retiró a todas sus tropas del norte de Siria hasta Émesa, y los árabes cristianos sitiaron la ciudad. Jálid estaba a favor de una batalla abierta fuera del fuerte, pero Abu Ubáidah envió en cambio el asunto a Úmar, quien lo manejó de manera brillante. Úmar envió destacamentos del ejército musulmán desde Irak para invadir Al-Yazira, la patria de los árabes cristianos invasores, desde tres rutas diferentes. Además, otro destacamento fue enviado a Emesa desde Irak al mando de Qa'qa ibn Amr, un veterano de la batalla de Yarmouk que había sido enviado a Irak para la Batalla de al-Qādisiyyah. El mismo Úmar marchó desde Medina a la cabeza de 1000 hombres. Los árabes cristianos, al recibir la noticia de la invasión musulmana de su tierra natal, abandonaron el sitio y se retiraron apresuradamente a Al-Yazira. En este punto, Jálid y su guardia móvil salieron del fuerte y devastaron al ejército, atacándolos desde la retaguardia.

### Campañas en Armenia y Anatolia

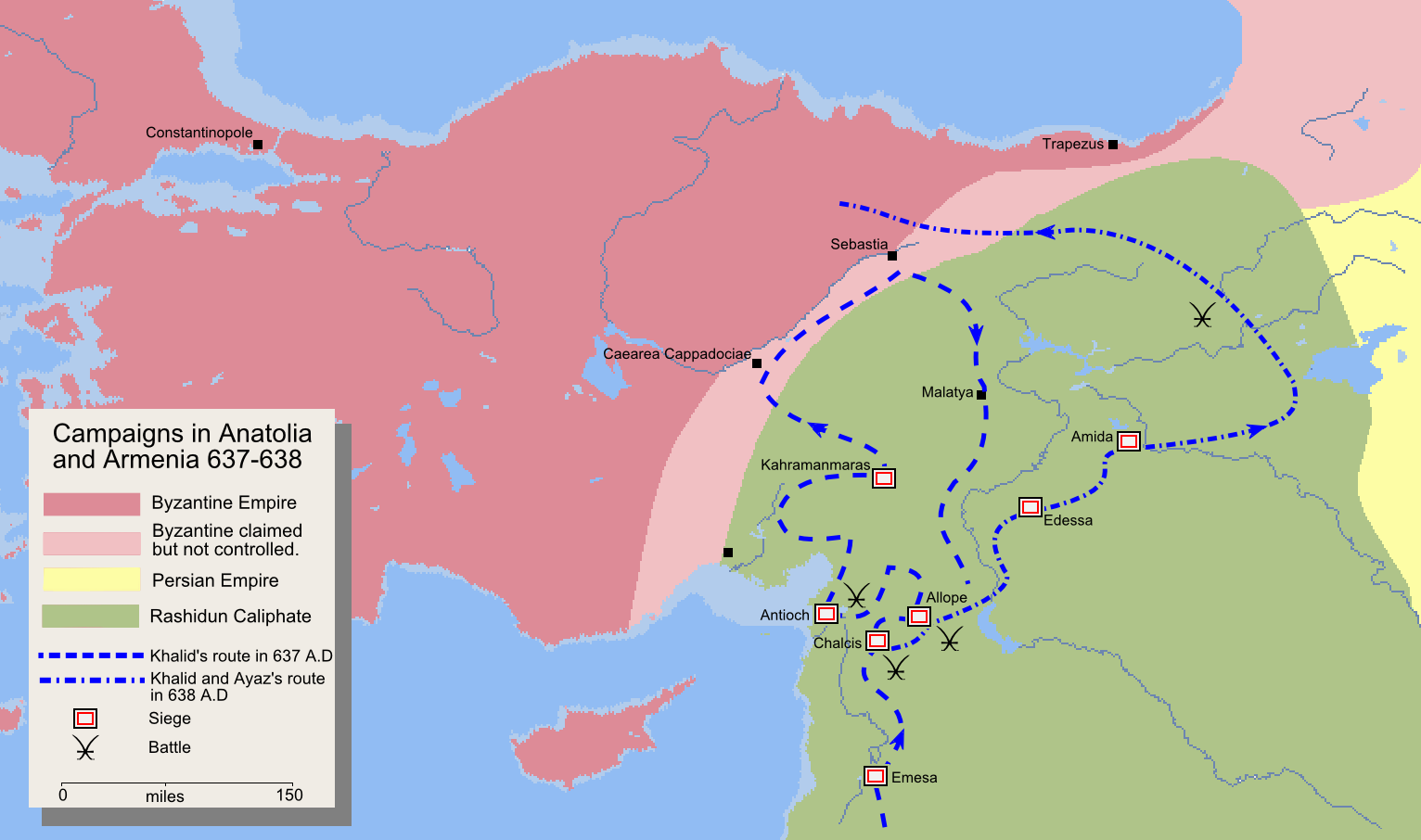
Mapa que detalla la ruta de la invasión de Siria a manos de Jálid ibn al-Walid.

Después de la batalla, Úmar ordenó la conquista de Al-Yazira, que se completó a finales del verano de 638 d. C. Tras la victoria, Abu Ubáidah envió a Jálid y a Iyad ibn Ghanm (conquistador de Al-Yazira) con órdenes de invadir el territorio bizantino al norte de Al-Yazira. Marcharon de manera independiente y capturaron Édesa, Amida (Diyarbakır), Malatya y Armenia entera hasta Ararat y asolaron el norte y el centro de Anatolia. Heraclio ya había abandonado todos los fuertes entre Antioquía y Tartús para crear una zona de colchón o tierra de nadie entre las áreas bajo control musulmán y el área continental de Anatolia.
Por el momento, Úmar detuvo a sus ejércitos de lanzar una invasión más profunda en Anatolia, y en cambio ordenó a Abu Ubáidah, ahora gobernador de Siria, que consolidara su mandato en Siria. Se reporta que Úmar dijo en este punto:
"Desearía que hubiese un muro de fuego entre nosotros y los romanos, para que no puedan entrar a nuestro territorio ni nosotros al de ellos."
A raíz de la destitución de Jálid del ejército y de la hambruna y plaga que ocurrieron el año siguiente, los ejércitos musulmanes no pudieron invadir Anatolia. La expedición a Anatolia y Armenia marcó el final de la carrera militar de Jálid.

## La gran hambruna
Más tarde, ese mismo año, Arabia cayó en una sequía severa y grandes números de personas empezaron a morir por igual de hambre o de enfermedades epidémicas, estos dos factores como resultado de la sequía y las complicaciones que acarreaba. Por lo tanto, un sinnúmero de personas (cientos de miles), de toda Arabia, se reunieron en Medina mientras se racionaban los alimentos. Pronto, las reservas de alimentos de Medina disminuyeron a niveles alarmantes. Para ese momento, el califa Úmar había ya escrito a los gobernadores de sus provincias solicitando cualquier ayuda relevante que pudieran brindar. Una de estas cartas fue enviada a las carreras a Abu Ubáidah, quien respondió de inmediato:
Os envío las Caravanas que tendrán un extremo aquí en Siria y el otro en Medina.
Fiel a su promesa, las caravanas de suministros de alimentos de Abu Ubáidah fueron las primeras en llegar a Medina, con 4000 camellos llenos de comida. Para manejar la abrumadora cantidad, Úmar nombró a Abu Ubáidah para distribuirla entre los miles de personas que vivían en las afueras de Medina. Tras la generosa ayuda y esfuerzos de Abu Ubáidah, Úmar le dio 4000 dinares como un modesto estipendio o muestra de agradecimiento, lo que él rechazó con el argumento de que tal acto se había hecho por amor a Dios.

## Peste de 'Amwas
Nueve meses después de la sequía se había comenzado a gestar un nuevo problema. Una epidemia de peste estalló en Siria y el occidente de Irak, con mayor severidad en Siria. Úmar se dirigía a una gira por Siria cuando se supo la noticia de la peste, pero siguiendo el consejo de sus acompañantes regresó de la frontera siria. Abu Ubáidah se reunió con él allí y le recriminó:
¡Ay, Úmar! ¿huyes de la voluntad de Alá?
Úmar quedó sorprendido por esto y dijo con pesadumbre: si tan solo alguien más que no fueses tú hubiera dicho esto, y luego dijo:
Sí, huyo de la voluntad de Alá, pero yendo hacia la voluntad de Alá.
Úmar regresó de Siria pues Mahoma había dado órdenes una vez respecto a que no se debía ingresar al lugar donde hubiese una epidemia a menos que fuese absolutamente seguro. Así pues, Abu Ubáidah regresó junto a su ejército en Émesa. Fue entonces cuando una peste azotó la tierra de Siria, algo que la gente nunca había experimentado antes. Devastó a la población. Puesto que el califa Úmar quería que Abu Ubáidah fuese su sucesor, no quería que éste permaneciera allí en la región de la epidemia. Úmar le envió un mensajero a Abu Ubáidah con una carta que decía:
Tengo una urgente necesidad de tu presencia. Si mi carta llega a tus manos de noche, te pido fuertemente que partas antes del amanecer. Si esta carta te llega durante el día, te pido fuertemente que partas antes de que caiga la noche y vengas a mí a toda prisa.
Cuando Abu Ubáydah recibió la carta de Úmar, manifestó: “Sé por qué me necesita Úmar. Quiere asegurar la supervivencia de alguien que, sin embargo, no es eterno." Entonces le escribió a Úmar:
Sé que me necesitas. Pero estoy en un ejército de musulmanes y no tengo deseo alguno de salvarme de aquello que les aflige. No quiero separarme de ellos hasta que Dios así lo quiera. Así que, cuando te llegue esta carta, libérame de tus órdenes y permíteme quedarme.
Cuando el califa Úmar leyó esta carta, sus ojos se llenaron de lágrimas y los que le acompañaban le preguntaron: "¿Ha muerto Abu Ubaidah?", a lo que éste respondió: "No, pero la muerte está cerca de él." El califa Úmar le envió otro mensajero diciéndole que si no iba a regresar, al menos debía trasladarse a alguna zona montañosa con un ambiente menos húmedo, y Abu Ubáidah se mudó a Yabiya.
Otra razón por la cual Abu Ubáidah no se fue de Siria fue porque Mahoma ordenó alguna vez que si un estado era golpeado por una plaga, nadie del estado debía escapar y nadie de fuera del estado debía entrar en él (cuarentena).

## Muerte
Tan pronto como Abu Ubáidah se mudó a Yabiya, enfermó de peste. Mientras la muerte se cernía sobre él, se dirigió a su ejército:
Permitidme daros algo de consejo, que os hará manteneros en el camino del bien siempre: Estableced la Oración. Ayunad en el mes de ramadán. Dad la sadaqa. Haced el Hach y la Umrah. Permaneced unidos y apoyaos unos a otros. Sed sinceros con vuestros comandantes y no ocultéis nada de ellos. No permitáis que el mundo os destruya, pues incluso si un hombre viviera mil años, aun así terminaría en el estado en que me veis. Sea con vosotros la paz y la misericordia de Dios.
Luego nombró como sucesor a Muadh ibn Yabal y le ordenó que liderara a la gente en las oraciones; después de las oraciones, Muadh fue hacia él y, en ese momento, su alma abandonó su cuerpo.
Muadh se levantó y dijo a la gente:
Ay, pueblo, habéis sido golpeado con la muerte de un hombre. Por Dios que no sé si haya visto jamás a otro hombre con un corazón más justo, que estuviera más lejos de todo mal y que fuera más sincero con la gente que él. Rogad a Dios que deje caer Su misericordia en él y Dios será misericordioso con vosotros.
Murió en 639 d. C. y fue enterrado en Yabiya. Se ha narrado que su janaza fue liderada por Muadh bin Jabal.

## Legado
Era de apariencia era llamativa, delgado y alto y su rostro era brillante y tenía una barba rala. Era agradable a los ojos y reconfortante conocerlo. Era extremadamente cortés, humilde y bastante tímido. Sin embargo, en situaciones difíciles, se ponía sorprendentemente serio y alerta. Recibió el título de Amin o Custodio de la comunidad de Mahoma (Ummah). Abd Allah ibn ‘Umar dijo una vez sobre él:
Tres personas de la tribu de los Quraysh fueron los más prominentes, tenían el mejor carácter y eran los más modestos. Si te hablaban, no te engañaban y su vos les hablabas, no te acusaban de mentir: Abu Bakr as-Siddiq, Uthmán ibn Affán and Abu Ubáidah ibn al-Yarrah.

Escogió vivir una forma de vida simple, optando por las prendas más modestas en comparación con otros de los sahaba (compañeros de Mahoma). Cuando, en medio de la conquista de Jerusalén, el califa Úmar llegó a Siria, se reunió con Jálid ibn al-Walid y Yazid bin Abi Sufyán. El califa Úmar desmontó de su camello y les arrojó arena mientras les amonestaba diciendo que "no ha pasado ni un año desde que salieron ustedes del hambre y la dura vida de Arabia, y ¿ya han olvidado toda la sencillez cuando vieron el glamour de los emperadores de Siria?" Ambos hombres vestían mejores prendas que aquellas a las que estaban acostumbrados anteriormente; Jálid ibn al-Walid comentó que debajo de sus ropas todavía iban suficientemente armados, sugiriendo que aún estaban acostumbrados a las formas prácticas de la dura vida en el desierto, lo que produjo algo de alivio al califa. Comparativamente, Abu Ubáidah también estaba presente, pero siempre había mantenido sus humildes vestimentas y su forma de vida; Úmar se alegró de verlo, y esa misma noche, cuando éste llegó a su casa, vio que Abu Ubáidah, un hombre exitoso en el arte de la guerra (que le había ganado el derecho a bastantes botines), no tenía posesiones en casa excepto una cama, una espada y un escudo. Úmar le dijo:
"Oh, Abu Ubáidah, [pudiste/debiste] haber conseguido algunos artículos de comodidad para tu casa." 
Abu Ubáidah replicó, "Oh, Úmar, eso es suficiente para mí." Los cristianos del Levante aceptaron el Islam y recibieron gran inspiración de Abu Ubáidah; todos los miembros de las dos tribus cristianas, los Banu Tanukh y los Banu Salij, habían aceptado el Islam tras la conquista de la ciudad de Qasrin. Además, Abu Ubáidah brindó mucho alivio a los no musulmanes que vivían como súbditos suyos en Siria. Los musulmanes lo consideran uno de los diez compañeros de Mahoma a quienes Dios prometió el paraíso durante su vida.
La base aérea de Ubáidah bin al-Yarrah cerca de Kut, Irak, lleva su nombre.

## Familia
Se sabe poco sobre la familia de Abu Ubáidah. Tenía dos esposas. Tuvo dos hijos, Yazid y 'Umair de su esposa Hind bint Yabir ibn Wahb ibn Dabab ibn Hujayr ibn' Abd ibn Ma'is ibn 'Amir ibn Lu'ay. De su esposa Warya tuvo a su hijo Umair, pero los dos murieron en la infancia. Se desconoce si tuvo hijas, pero se afirma que su línea de descendientes masculinos ha terminado. A pesar de esto, la familia Al-Yarrah en la actual Aligarh (en el estado indio de Uttar Pradesh), Jordania y Líbano afirman ser descendientes de Abu Ubáidah y la familia de Alqayem, que se sabe que son palestinos.